# Bahía de Santa Mónica
La bahía de Santa Mónica (del inglés: Santa Monica Bay) es una ensenada del océano Pacífico localizada en la costa sur de California, Estados Unidos.  Sus límites son un poco ambiguos, pero generalmente es considerada como la parte del Pacífico dentro de una línea imaginaria trazada entre la punta Dume, en Malibu, y la península de Palos Verdes. Su costa oriental forma el límite occidental de las regiones de Los Angeles Westside  y South Bay. Aunque fue alimentada por el río Los Ángeles antes del cambio catastrófico de su curso de 1825, la única corriente de cierto tamaño que ahora desemboca en ella es el arroyo Ballona. Otros cursos de agua menores que desembocan en la bahía son los arroyos de Malibu y Topanga.
Las playas del estado en la bahía son la de Malibu Lagoon (Surfrider), Will Rogers, Santa Monica y Dockweiler.
Varios muelles se extienden hacia la bahía, incluyendo los de Malibú, Santa Mónica, Venice, Manhattan Beach, Hermosa Beach y Redondo Beach. Marina Del Rey es un puerto deportivo dragado. El arrecife Chevron es un arrecife artificial para la práctica del surf en la bahía.

## Historia
En la década de 1930, barcos-casino anclaban más allá del límite de tres millas, medidos desde la playa. Los barcos eran muy populares y una flota de barcos cada vez mayores y barcazas aparecieron hasta que el fiscal general del Estado volvió a calcular el límite de exclusión en la bahía.  Uno de estos barcos mayores logró resistirse a la policía estatal durante nueve días, con metralletas, en lo que los periódicos llamaron la batalla de la Bahía de Santa Mónica.
Antiguo puerto pesquero de importancia, la calidad del agua de la bahía de Santa Mónica se redujo drásticamente en el siglo XX con el desarrollo del condado de Los Ángeles, lo que dio lugar a grandes cantidades de aguas residuales y detritos llevados por la lluvia que se vierten en sus aguas. A través de proyectos de restauración exigidos por la Ley de Agua Limpia (Clean Water Act) y auspiciados por grupos como Heal the Bay, la calidad de las aguas ha mejorado de forma bastante espectacular desde finales de la década de 1980. La salida de la planta de tratamiento de aguas residuales Hyperion es ahora mucho más limpia de lo que nunca fue. Sin embargo, durante los inviernos lluviosos de la región, todavía sufre problemas de florecimiento de algas y contaminación del agua relacionadas con enfermedades, lo que obliga al cierre de la mayoría de sus famosas playas a lo largo de sus orillas.

## Comunidades y asentamientos
- Malibú
- Pacific Palisades
- Santa Mónica
- Venice
- Marina del Rey
- Playa del Rey
- El Segundo
- El Porto
- Manhattan Beach
- Hermosa Beach
- Redondo Beach
- Torrance
- Palos Verdes Estates
- Rancho Palos Verdes